# Лонке (Ліпновський повіт)
Лонке (пол. Łąkie, нім. Lonke) — село в Польщі, у гміні Скемпе Ліпновського повіту Куявсько-Поморського воєводства.
Населення — 462 особи (2011).
У 1975-1998 роках село належало до Влоцлавського воєводства.

## Демографія
Демографічна структура станом на 31 березня 2011 року:
|          | Загалом | Допрацездатний вік | Працездатний вік | Постпрацездатний вік |
| -------- | ------- | ------------------ | ---------------- | -------------------- |
| Чоловіки | 241     | 69                 | 152              | 20                   |
| Жінки    | 221     | 61                 | 110              | 50                   |
| Разом    | 462     | 130                | 262              | 70                   |